# Home Sweet Home (film, 1973)
Pour les articles homonymes, voir Home Sweet Home.
Pour plus de détails, voir Fiche technique et Distribution.
Home Sweet Home est un film français réalisé par Liliane de Kermadec et sorti en 1973.

## Fiche technique
- Titre : Home Sweet Home
- Réalisation : Liliane de Kermadec
- Scénario : Liliane de Kermadec et Julien Guiomar
- Dialogues : Bernard Noël
- Photographie : Claude Creton
- Son : Dominique Dalmasso et Jacques Maumont
- Montage : Roland Prandini
- Musique : Roland Vincent
- Pays de production :  France
- Production : Unité Trois
- Durée : 83 minutes
- Date de sortie : 
  - France : mai 1973 (présentation au Festival de Cannes)

## Distribution
- Patrick Dumont
- Coline Deblé
- Denis Gunzburg
- Julien Guiomar
- Laure Jalby
- Jacques Monory

## Sélections
- 1973 : Festival de Cannes (section parallèle réalisation)[1].

## À propos du film
- « Liliane de Kermadec réalise de nombreux courts métrages avant de commencer Home Sweet Home qui est le résultat, aux dires mêmes de l'auteure, d'un mélange d'impératifs économiques, d'impératifs pratiques et d'imagination »   Thérèse Lamartine, Elles cinéastes ad lib 1895-1981 (Éditions du Remue-Ménage, 1985, p. 357)